# Modeste et Pompon
Modeste et Pompon és una sèrie de còmics, dibuixada per André Franquin a journal de Tintin. També van col·laborar guionistes com René Goscinny, Greg i Peyo. Després de la sortida d'André Franquin de journal de Tintin, aquesta sèrie va ser presa per primera vegada per Dino Attanasio, que es va beneficiar de l'ajuda d'uns quants guionistes, entre ells Lucien Meys. La sèrie Modeste et Pompon és llavors presa al seu torn per Mittéï i Christian Godard, Griffo i Michel Noirret, Bertrand Dupont i Walli i Bom.
A Catalunya va ser publicada per Editorial Bruguera, generalment en castellà amb el títol de Teo y Dorita. En una ocasió el va publicar en català com Teo i Doreta.

## Història
La sèrie va ser creada el 1955 per Franquin, que acabava d'abandonar Dupuis després d'un conflicte entre ell i l'editor. Aquest últim l'acabà restablint, però Franquin ja havia proposat una nova sèrie a la revista Tintín i no tenia intenció de tornar enrere. Per tant, havia d'ocupar-se de les sèrie que portava a Dupuis al mateix temps que Modeste i Pompon. Per tal d'alliberar-se de la sobrecàrrega de treball que això el suposava, va recórrer a guionistes, com René Goscinny i Greg (també podem observar similituds entre certs gags de Modeste et Pompon i les seves altres sèries, Achil·les Taló). La sèrie va ser totalment improvisada (André Franquin va trobar el nom de Modeste fent una ullada al calendari) i sempre seria experimentat com una restricció pel seu creador, fins al punt que l'editor de Tintín el va deixar abandonar la sèrie el 1959 tot i que el seu contracte el vinculava durant 5 anys. Encara va assegurar-se la formació del seu successor, Dino Attanasio.

## Autors

### Cronologia
- octubre de 1955: André Franquin;
- agost de 1959: Dino Attanasio;
- desembre 1968: Mittéï i Christian Godard;
- març de 1975: Griffo;
- febrer de 1976: Bertrand Dupont;
- juny de 1980: Walli i Bom.

### Dibuixants
La sèrie va ser creada per André Franquin, un referent de les edicions Dupuis i la seva revista Spirou. Tot i això, a mitjans dels anys cinquanta, Franquin va saber que la seva editorial l'havia enganyat. Per tant, ofereix la seva nova sèrie a la gran editorial competidora, Le Lombard, editora de la revista Tintin. Amb les coses millorant ràpidament amb Dupuis, Franquin roman en aquesta editorial, però, al mateix temps, va mantindre els seus compromisos amb Lombard.
Quan Griffo es va presentar a Lombard, era el moment adequat. Mittéï que, després d'Attanasio, es va fer càrrec dels gags de Modeste i Pompon llançats el 1955 per Franquin, va anar a Spirou i buscava un jove dibuixant que el succeís. «De seguida vaig aprofitar l'oportunitat. No era l'estil de la historieta que em va agradar realment, però va ser l'oportunitat d'entrar a Tintín, familiaritzar-me amb les restriccions de la professió i presentar-me als joves de 7 a 77 anys.» El 1975, Griffo dibuixava una planxa setmanal de Modeste et Pompon, introduint, entre els personatges de la sèrie, Anatole. Va ser el protagonista d'alguns gags.

## Personatges principals

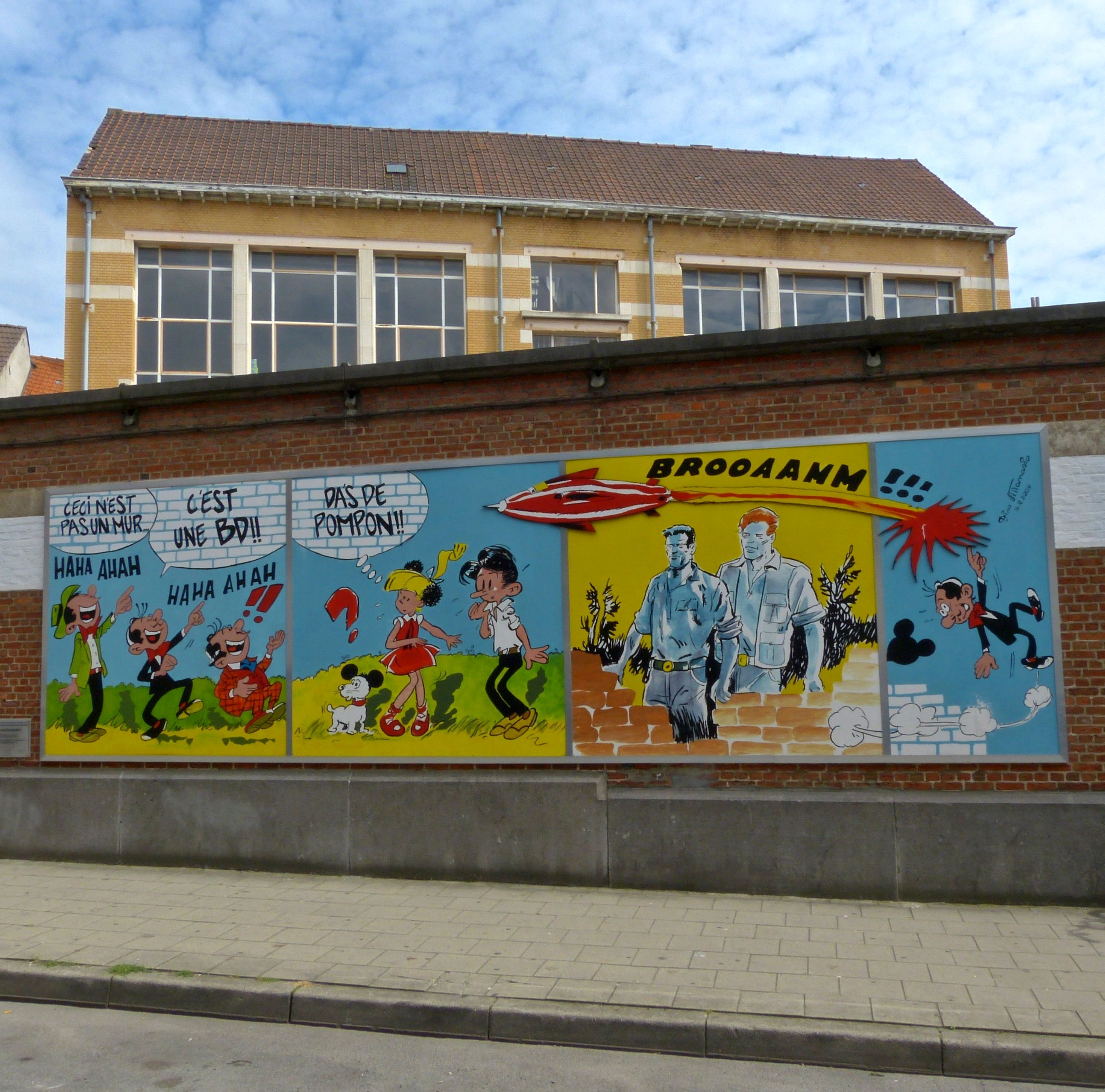
A l'esquerra, Félix es va vestir amb el seu vestit verd amb el Signor Spaghetti amb un abric negre, després Modeste amb una camisa blanca i Pompon amb un vestit vermell. Pintura mural a Brussel·les.

- Modeste, jove capritxós i una mica orgullós de si mateix. És pacífic (encara que de vegades s’enfada), amant de la natura, manetes i maldestre.[5]
- Pompon, la seva relació amb Modeste no està molt clara, tot i que es mostren explícitament en parella en alguns àlbums posteriors a Franquin. És coqueta, amable (però de tant en tant té grans còleres), considerada i té el físic d'una adolescent.
- Félix, un amic inventor. Com a representant de vendes, intenta vendre objectes extravagants, tot i que de vegades s’avança al seu temps (en particular el “control remot“ dialdimàtic abans de l'hora), cosa que ajusta les seves relacions.
- els tres nebots de Félix, -inicialment quatre- (un dels quals es diu Dédé), que viuen la major part del temps amb Modeste.
- Monsieur Ducrin, veí amb qui Modeste sempre té baralles. Va ser creat i animat per Greg.
- Monsieur Dubruit, un altre veí, els fills del qual són insuportables (Du bruit en francès és el soroll). Va ser creat i animat per Goscinny però va abandonar la sèrie molt ràpidament, Goscinny es va adonar que Franquin preferia clarament Ducrin a Dubruit.

## Llista d'àlbums
- 1958 : 1 - 60 gags de Modeste et Pompon (Éditions du Lombard)
- 1959 : 2 - Bonjour Modeste (Le Lombard)
- 1964 : Ha!Ha!Ha!Ha!Ha!(Éditions Dargaud)
- 1973 : 3 - Tout plein de gags (Le Lombard)
- 1975 : Modeste et Pompon (Jacques Glénat Éditeur)
- 1981 : R1 - Modeste et Pompon (Magic Strip)
- 1981 : R2 - Modeste et Pompon (Magic Strip)
- 1983 : R3 - Modeste et Pompon (Magic Strip)
- 1983 : R4 - Modeste et Pompon (Magic Strip)
- 1987 : Modeste et Pompon (Éditions Rombaldi)
- 1989 : R1 - Sois bien calme, Modeste (Éditions Himalaya)
- 1989 : R2 - Non, je ne m'énerve pas (Éditions Himalaya)
- 1990 : R3 - Souris, Pompon (Éditions Himalaya)
- 1990 : R4 - Tais-toi, Modeste ! (Éditions Himalaya)
- 1991 : R5 - T'en fais pas, Modeste ! (Éditions Himalaya)
- 1991 : R6 - Pas de panique, Pompon ! (Éditions Himalaya)
- 1992 : R7 - Ça suffit, Modeste ! (Éditions Himalaya)
- 1992 : R8 - Mais enfin, Modeste ! (Éditions Himalaya)
- 1996 : Les Classiques du rire 1955 : Modeste et Pompon (Le Lombard)
- 2006 : 60 aventures de Modeste et Pompon - Collection Millésimes, 60 ans du Lombard (Le Lombard)

## Publicacions a Catalunya
La catalana editorial Bruguera i la seva successora, Ediciones B van publicar diverses histories curtes en castellà. Altres editorials que van publicar-ho en castellà van ser Valenciana o Zendrera. En una sola ocasió, a la revista especial en català Jordi, de la que Bruguera va publicar dos números per commemorar la festa de Sant Jordi, va incloure una pàgina autoconclusiva signada per Mittéï i Godard on hi apareix un número 23. A la historieta hi apareixen Teo (Modeste), Félix, aquí anomenat Fèlix, i els tres nebots de Teo.